# 24517 Omattage
24517 Omattage este un asteroid din centura principală de asteroizi.

## Descriere
24517 Omattage este un asteroid din centura principală de asteroizi. A fost descoperit pe 29 ianuarie 2001 la Socorro, New Mexico, în cadrul proiectului LINEAR. Asteroidul prezintă o orbită caracterizată de o semiaxă mare de 2,21 ua, o excentricitate de 0,16 și o înclinație de 6,1° în raport cu ecliptica.